# 圣伯多禄锁链圣殿主教座堂
圣伯多禄锁链圣殿主教座堂（Saint Peter in Chains Cathedral）是天主教辛辛那提总教区的主教座堂、次级宗座圣殿，位於俄亥俄州辛辛那堤市中心。这是一座希腊复兴建筑，位于市中心的第八街和梅花街（Plum Street）路口，毗邻市政厅。该堂在1841年5月20日奠基，1845年11月2日祝圣。其220英尺高的单尖顶，曾多年是该市最高的建筑物，用 纯白色的石灰石砌筑。 
辛辛那提的第一座圣伯多禄堂位于第六街和梧桐街，1826年祝圣，现在是圣方济各沙勿略堂所在地。正祭台的石头天使是最早来到辛辛那提的欧洲雕塑。
该堂内部在美国的主教座堂中颇为独特：希腊主题的镶嵌画描绘苦路，华丽的科林斯柱和庞大的青铜门。

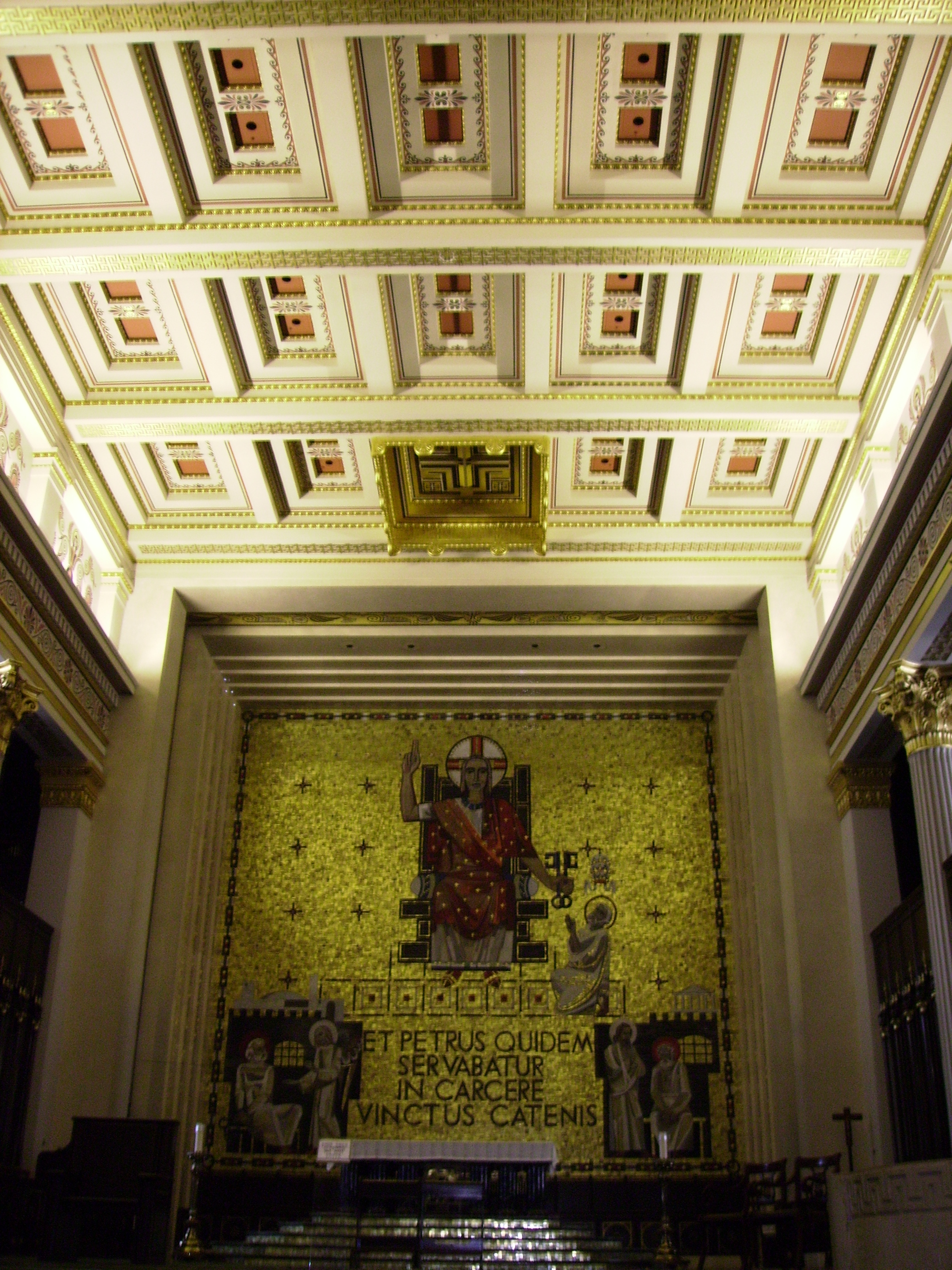
内部

1977年，若望保禄二世在当选教宗前从波兰访问此堂。2020年，该堂升格为次级宗座圣殿。